# Franz Pacher

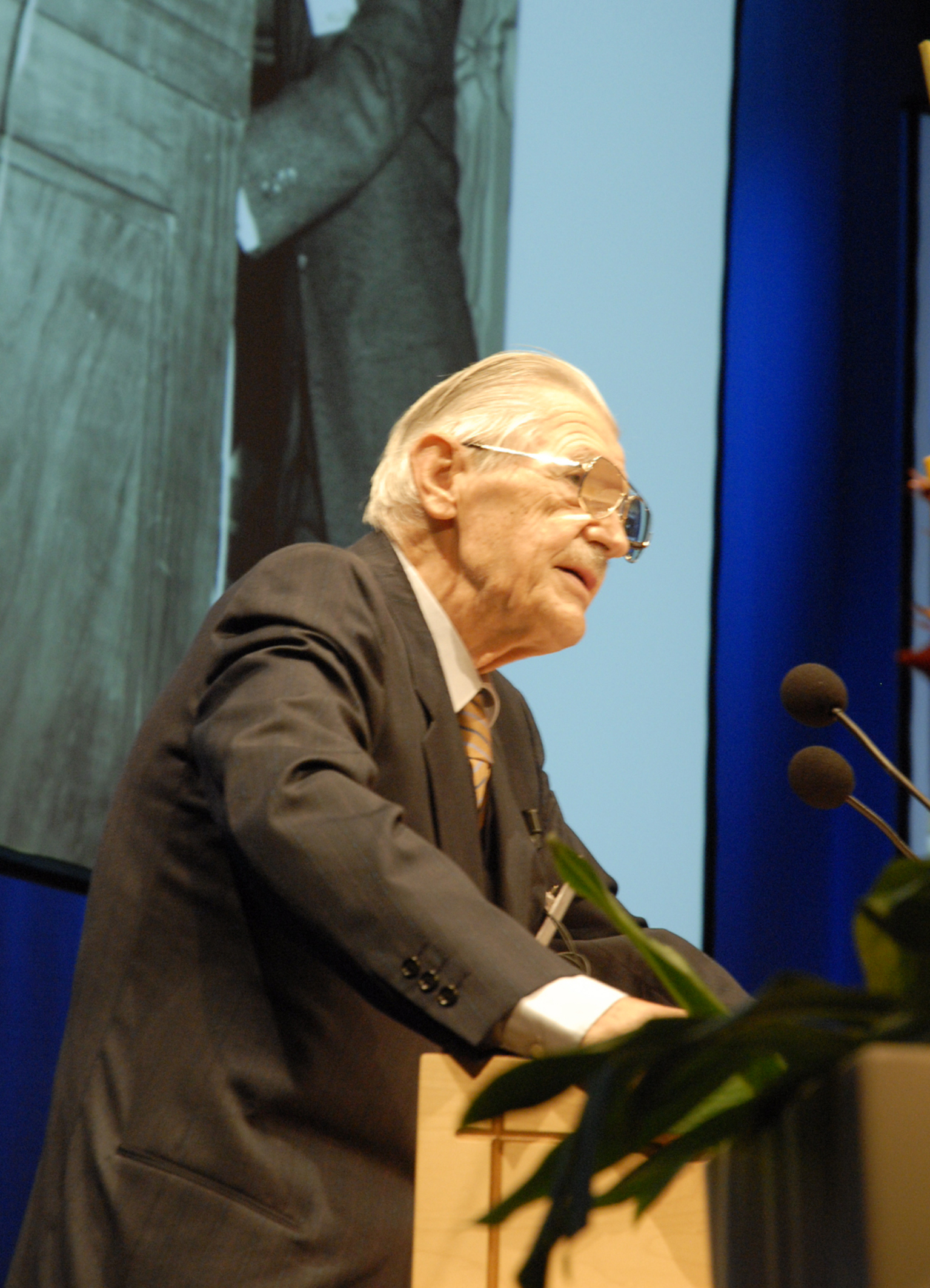
Franz Pacher beim Geomechanik Kolloquium 2008 in Salzburg

Franz Pacher (* 28. April 1919 in Mittelsuchau, Tschechoslowakei; † 3. März 2018 in Salzburg) war ein österreichischer Bauingenieur und ein Pionier der Felsmechanik und des modernen Tunnelbaus, insbesondere der neuen Österreichischen Tunnelbauweise (NÖT).

## Lebenslauf
Nach der Matura am Landesoberrealgymnasium in Graz begann Franz Pacher sein Studium als Bauingenieur an der Technischen Universität Graz, welches er im Jahr 1943 abschloss und war in der Folge dort bis 1945 als wissenschaftlicher Assistent im Bereich Wasserbau tätig. In den Jahren von 1946 bis 1952 arbeitete Pacher als Entwurfsingenieur und Bauleiter auf Kraftwerksbaustellen, wo er seine ersten persönlichen Erfahrungen mit der Felsmechanik und dem Tunnelbau machte. 1952 trat er in das „Ingenieurbüro für Geologie und Bauwesen“ von Leopold Müller ein. Die folgenden Jahre waren von der rasanten Entwicklung der Felsmechanik gekennzeichnet, an der Franz Pacher als engster Mitarbeiter, und ab 1957 als Partner von Leopold Müller entscheidend mitwirkte. 1966 übernahm er die alleinige Führung des Ingenieurbüros. In den Jahren bis 1975 war für die Entwicklung des Tunnelbaus die Zusammenarbeit mit Professor Ladislaus von Rabcewicz von entscheidender Bedeutung. 1983 wandelte Franz Pacher sein Büro für „Felsmechanik und Tunnelbau“ in die „Ingenieurgemeinschaft für Geotechnik und Tunnelbau“ (IGT) um.
Nach einer kontinuierlichen Übergabe seiner Agenden trat Franz Pacher 1988 in den Ruhestand. In seinen 45 Berufsjahren war er Projektant und Leiter eines Ingenieurbüros, Forscher, Lehrer sowie ehrenamtliches Mitglied von Institutionen auf dem Fachgebiet der Geomechanik und des Tunnelbaus.

## Firmentätigkeit
Mit Beginn des modernen Tunnelbaus Mitte der 60er Jahre begann für Franz Pacher eine intensive Tätigkeit in der Planung und Beratung von Tunnelbauvorhaben. Insbesondere ist hier der Schwaikheimer Tunnel an der Bahnstrecke Waiblingen–Schwäbisch Hall-Hessental zu erwähnen, der erste Tunnel Deutschlands, der nach den Grundsätzen der Spritzbetonbauweise (NÖT) hergestellt wurde. Es folgten Planungs- und Beratungstätigkeiten beim Bau des Münchner und des Wiener U-Bahn-Netzes. In den Jahren von 1968 bis 1975 war Pacher am Tauerntunnel und am Katschbergtunnel tätig. Von 1981 bis 1985 war er für die Deutsche Bundesbahn an der Neubaustrecke Hannover-Würzburg unter anderem beim Landrückentunnel für die Tunnelstatik und Beratung vor Ort verantwortlich. Darüber hinaus arbeitet Pacher an vielen Kraftwerksbauten wie etwa an der Hirzmannsperre in der Steiermark, an der Dürrachsperre in Tirol und an der Turbinenanlage der Textilwerke Reutte. Als langjähriger Mitarbeiter von Leopold Müller war Pacher auch an der Überwachung der Verankerung der Staumauer Vajont beteiligt. In den Jahren vor seinem Ruhestand war er bei fast 90 % aller Tunnelbauten in Österreich maßgeblich beteiligt.

## Forschungstätigkeit
Spezielle Verdienste Pachers liegen im Bereich der Grundlagenforschung wie etwa in der Definition des ebenen und räumlichen Kluftflächenanteils und der Gebirgskennlinien. In einer Veröffentlichung aus dem Jahr 1964 wurde von Pacher erstmals eine Möglichkeit vorgestellt, die Zusammenhänge zwischen Gebirgsdruckverlauf und Ausbaubelastung aufzuzeigen und grafisch darzustellen. Danach sollten Deformationsmessungen die Grundlage für den Verlauf erbringen. Auf dieser Grundlage entwickelte sich das sogenannte Kennlinienbemessungsverfahren. Erst 2009 erweiterte Pacher diese Grafik zu einem Diagramm, in welchem sowohl der Gebirgsdruck wie auch die Verformung zeitabhängig dargestellt werden. Dieses Diagramm bietet nicht nur die Möglichkeit einer genaueren Darstellung der Ereignisse, sondern ermöglicht auch die zulässige Deformation sowie die zeitlichen Grenzen für den Ausbau besser abzuschätzen.

## Lehrtätigkeit
- 1966 bis 1987: Lehrbeauftragter für Felsmechanik an der TU München
- 1979 bis 1983: Lehrbeauftragter für „Angewandte Felsmechanik“ an der TU Wien
- 1975 bis 1987: Leiter des Arbeitsausschusses „Tunnelprojektierung“ der Arbeitsgruppe „Tunnelbau“ in der Forschungsgesellschaft für das Verkehrs- und Straßenwesen

## Mitgliedschaften
- 1969 bis 1999: Mitglied im Unterausschuss für Talsperrenüberwachung im Bundesministerium für Land- und Forstwirtschaft, Umwelt und Wasserwirtschaft
- 1966 bis 1988: Sachverständiger für Felsmechanik in der Staubeckenkommission im Bundesministerium für Land- und Forstwirtschaft, Umwelt und Wasserwirtschaft
- Seit 1984 Mitglied des Straßenforschungsbeirates im Bundesministerium für Wirtschaft
- 1968: Gründungsmitglied der Österreichischen Gesellschaft für Geomechanik
- 1975 bis 1981: Präsident der Österreichischen Gesellschaft für Geomechanik

## Auszeichnungen
- 1975: Ehrendoktorat der Fakultät für Bauingenieur- und Vermessungswesen der Universität Karlsruhe
- 1977: Bestellung zum Honorarprofessor im Fachbereich Bauingenieur- und Vermessungswesen der TU München
- 1979: Verleihung des Berufstitels „Baurat h.c.“
- 1994: Verleihung des Goldenen Ehrenzeichens des Landes Salzburg